# Julio Morales
Julio Morales (16. února 1945, Montevideo – 14. února 2022 Montevideo) byl uruguayský fotbalista, levé křídlo.

## Fotbalová kariéra
Hrál za uruguayské týmy Racing Club de Montevideo a Nacional Montevideo a v Rakousku za FK Austria Vídeň. S Nacionalem vyhrál šestkrát uruguayskou ligu, s Austrií dvakrát rakouskou ligu a dvakrát Rakouský pohár. V letech 1971 a 1980 vyhrál s Nacionalem i Pohár osvoboditelů a Interkontinentální pohár. V Poháru mistrů evropských zemí nastoupil ve 2 utkáních, v Poháru vítězů pohárů nastoupil ve 13 utkáních a dal 2 góly, v Poháru osvoboditelů nastoupil v 76 utkáních a dal 30 gólů a v Interkontinentálním poháru nastoupil ve 2 utkáních. Za reprezentaci Uruguaye nastoupil v letech 1966-1981 ve 24 utkáních a dal 11 gólů. Byl členem uruguayské reprezentace na Mistrovství světa ve fotbale 1970, nastoupil ve 3 utkáních.

## Ligová bilance
| Ročník                                | Zápasy | Góly | Klub                      |
| ------------------------------------- | ------ | ---- | ------------------------- |
| 1. uruguayská liga 1962               | -      | -    | Racing Club de Montevideo |
| 1. uruguayská liga 1963               | -      | -    | Racing Club de Montevideo |
| 1. uruguayská liga 1964               | -      | -    | Racing Club de Montevideo |
| 1. uruguayská liga 1965               | -      | -    | Racing Club de Montevideo |
| 1. uruguayská liga 1966               | -      | -    | Nacional Montevideo       |
| 1. uruguayská liga 1967               | -      | -    | Nacional Montevideo       |
| 1. uruguayská liga 1968               | -      | -    | Nacional Montevideo       |
| 1. uruguayská liga 1969               | -      | -    | Nacional Montevideo       |
| 1. uruguayská liga 1970               | -      | -    | Nacional Montevideo       |
| 1. uruguayská liga 1971               | -      | -    | Nacional Montevideo       |
| 1. uruguayská liga 1972               | -      | -    | Nacional Montevideo       |
| Rakouská fotbalová Bundesliga 1972/73 | 11     | 2    | FK Austria Vídeň          |
| Rakouská fotbalová Bundesliga 1973/74 | 25     | 8    | FK Austria Vídeň          |
| Rakouská fotbalová Bundesliga 1974/75 | 36     | 9    | FK Austria Vídeň          |
| Rakouská fotbalová Bundesliga 1975/76 | 30     | 13   | FK Austria Vídeň          |
| Rakouská fotbalová Bundesliga 1976/77 | 36     | 15   | FK Austria Vídeň          |
| Rakouská fotbalová Bundesliga 1977/78 | 30     | 8    | FK Austria Vídeň          |
| 1. uruguayská liga 1978               | -      | -    | Nacional Montevideo       |
| 1. uruguayská liga 1979               | -      | -    | Nacional Montevideo       |
| 1. uruguayská liga 1980               | -      | -    | Nacional Montevideo       |
| 1. uruguayská liga 1981               | -      | -    | Nacional Montevideo       |
| 1. uruguayská liga 1982               | -      | -    | Nacional Montevideo       |
| CELKEM                                | -      | -    |                           |